# 柳叶水锦树
柳叶水锦树（学名：Wendlandia salicifolia）为茜草科水锦树属下的一个种。

## 扩展阅读
- 維基物種上的相關：柳叶水锦树